# Клубничка (телесериал)
«Клубничка» — комедийный телесериал, один из первых российских ситкомов.
Выходил в 1997 году на телеканале РТР и в 1998 году в повторах на канале ТВ Центр.
По стилю напоминает похожий испанский сериал «Дежурная аптека».

## Сюжет
Действия в сериале происходят в частном кафе «Клубничка», его владельцы — семья Кошкиных.
Кошкины, их друзья, соседи и знакомые попадают в различные смешные и комичные ситуации.

## В ролях
| Актёр                | Роль                                                  |
| -------------------- | ----------------------------------------------------- |
| Марина Яковлева      | Маша                                                  |
| Галина Польских      | Клотильда Павловна, мать Леонида                      |
| Александр Демьяненко | Валериан Макарович, отец Анастасии                    |
| Мария Аронова        | Анастасия Кошкина, хозяйка кафе                       |
| Павел Белозёров      | Леонид Кошкин, хозяин кафе                            |
| Мария Мережко        | Лолита Кошкина, дочь Анастасии и Леонида              |
| Александр Комлев     | Стасик Кошкин, сын Анастасии и Леонида                |
| Наталья Крачковская  | Мария Ивановна, соседка                               |
| Александр Леньков    | Александр Сергеевич Белянчиков, постоянный посетитель |
| Алексей Булдаков     | Иван Потапов, сантехник                               |
| Алексей Гуськов      | Михал Михалыч Незабудько, участковый                  |
| Алексей Елистратов   | Витька, друг Стасика Кошкина                          |
| Павел Любимцев       | Кирилл                                                |
| Владимир Коваль      | дядя Жора                                             |
| Юрий Стосков         | Антон Антонович                                       |
| Александр Лырчиков   | Жека Комар                                            |
| Михаил Кокшенов      | участковый                                            |
| Лидия Вележева       | Катя, подруга главной героини                         |
| Ирина Лачина         | Люба                                                  |

## Съёмочная группа
| Режиссёры  | Юрий Беленький, Евгений Соколов                               |
| Сценаристы | Зоя Кудря, Владимир Моисеенко, Евгений Соколов, Анна Графкова |
| Композитор | Ирина Туманова                                                |
| Продюсер   | Александр Потёмкин                                            |